# Pyknóza

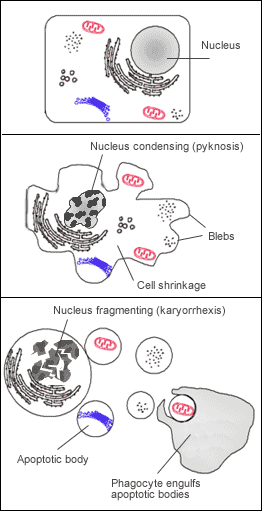
Apoptóza

Pyknóza je nevratné zahuštění chromatinu v buněčném jádru pozorovatelné ve světelném mikroskopu při histologickém vyšetření. . Pojem pochází z řeckého pyknono, které znamená „houstnout“ nebo „tloustnout“. Po pyknóze následuje karyorhýza nebo rozpad buněčného jádra.